# اندیس سنگ تزئینی (داسیت) یل آباد
سنگ تزئینی(داسیت)یل آباد یک اندیس مصالح ساختمانی است که در  استان قزوین قرار دارد و مادهٔ معدنی موجود در آن، سنگ تزئینی است.سنگ میزبان این اندیس توفهای سبز است و دیرینگی آن به دوران ائوسن می‌رسد. 